# Quitzdorf am See
Quitzdorf am See est une commune de Saxe (Allemagne), située dans l'arrondissement de Görlitz, dans le district de Dresde.

## Personnalités liées à la ville
- Karl von Wrangel (1812-1899), général mort à Sproitz.